# نیروگاه سیکل ترکیبی بهبهان
نیروگاه سیکل ترکیبی بهبهان (استان خوزستان، بهبهان، کیلومتر ۲۰ جاده بهبهان - رامهرمز) یکی از نیروگاه‌های ایران از نوع سیکل ترکیبی با ظرفیت تولید ۹۸۴ مگاوات است که شامل ۴ واحد گازی ۱۶۶ مگاواتی و ۲ واحد بخار ۱۶۰ مگاواتی در قالب طرح BOO (ساخت، بهره‌برداری، مالکیت) است. این نیروگاه در حال احداث و تکمیل می‌باشد . فاز ۱ آن شامل دو توربین گازی ۱۶۶ مگاواتی و یک توربین بخار ۱۶۰ مگاواتی جمعا به میزان ۴۹۲ مگاوات به بهره‌برداری رسیده‌ است . واحد یک و دو گازی فاز ۱ نیروگاه به ترتیب در تاریخ‌های ۱۶ خرداد ۱۳۹۵ و ۳ تیر ۱۳۹۵ و واحد بخار آن در تاریخ ۱ آذر ۱۳۹۶ با شبکه برق خوزستان سنکرون گردید . شایان ذکر است سنکرون واحدهای یک و دو گازی نیروگاه سیکل ترکیبی بهبهان در فاصله زمانی ۱۷ روز با یکدیگر یک رکورد برای گروه مپنا در احداث نیروگاه‌های سیکل ترکیبی کشور به حساب می‌آید که پیش از این بی سابقه بوده است .
سوخت این نیروگاه گاز طبیعی و سوخت پشتیبان نفت گاز (گازوئیل) است که از طریق مخزن ۳۳۰۰۰ متر مکعبی تأمین می‌شود ؛ در زمان احداث فاز دوم یک مخزن ۳۳۰۰۰ متر مکعبی دیگر نیز احداث خواهد شد .
این نیروگاه با مشارکت شرکت مپنا و سرمایه‌گذاری شرکت غدیر احداث می‌شود.

## روزشمار ساخت و هزینه نیروگاه
کلنگ احداث این نیروگاه، ۲۰ آبان ۱۳۹۰ به زمین زده شد. به گفتهٔ محمد بهزاد، معاون وقت وزیر نیرو درامور برق و انرژی؛ ۴ واحد بخش گاز در سال ۱۳۹۲ و ۲ واحد بخش بخار در سال ۱۳۹۳ وارد مدار می‌شوند.
این نیروگاه با هزینه‌ای بالغ بر ۹۰۰ میلیارد تومان و خطوط انتقال آن نیز با اعتبار ۱۰۰ میلیارد تومان دیگر احداث می‌شود.